# Двофотонне збудження
Двофото́нне збу́дження (рос. двухфотонное возбуждение, англ. two-photon excitation) — збудження, що виникає при поглинанні молекулярною частинкою або атомом одночасно чи послідовно двох фотонів. При послідовному поглинанні термін стосується випадку, коли другий фотон поглинається тоді, коли перший поглинений ще перебуває в частинці.
Двофотонний процес (англ. two-photon process) — фотофізична чи фотохімічна подія, що викликає двофотонне збудження.